# Diadelia geminatoides
Diadelia geminatoides là một loài bọ cánh cứng trong họ Cerambycidae.